# أليكس بيريرا
أليكس ساندرو سيلفا بيريرا (بالبرتغالية: Alex Sandro Silva Pereira؛ مواليد 7 يوليو 1987) هو مُقاتل فنون قتالية مختلطة مُحترف ومُقاتل كيك بوكسينغ سابق برازيلي. يُنافس حاليًا في فئة وزن خفيف الثقيل في يو إف سي، حيث كان بطل يو إف سي للوزن المتوسط وبطل يو إف سي لوزن خفيف الثقيل السابق.
في الكيك بوكسينغ، هو بطل سابق للوزن المتوسط ووزن خفيف الثقيل، وهو المقاتل الأول والوحيد الذي يحمل ألقاب غلوري في فئتين وزنيتين في وقت واحد. نافس بيريرا أيضًا في المنظمات الترويجية مثل إنه وقت العرض وبطولة القتال سوبركومبات. اعتبارًا من 2 يوليو 2024، احتل المركز الثاني في تصنيف يو إف سي لأفضل المقاتلين في جميع الأوزان.
احتل بيريرا المرتبة الأولى في تصنيفات الوزن المتوسط ووزن خفيف الثقيل في الكيك بوكسينغ في فبراير 2021.

## النشأة
نشأ بيريرا في أحد الأحياء الفقيرة، وترك المدرسة الإعدادية ليبدأ العمل في متجر للإطارات في سن الثانية عشرة. وبسبب تأثره بزملائه، بدأ في الشرب وأصبح في النهاية مدمنًا على الكحول. وفي عام 2009 بدأ بالتدريب على رياضة الكيك بوكسينغ من أجل التخلص من إدمانه.

## مسيرته في الكيك بوكسينغ
فاز ببطولة غلوري 14: زغرب - بطولة المنافس للوزن المتوسط في زغرب، كرواتيا في 8 مارس 2014، بفوزه على داستين جاكوبي بالضربة القاضية في الجولة الأولى في نصف النهائي وساهاك بارباريان بقرار الأغلبية في النهائي.

## مسيرته في فنون القتال المختلطة

### مسيرته المبكرة
بعد انتقاله من رياضة الكيك بوكسينغ، ظهر بيريرا لأول مرة في فنون القتال المختلطة في عام 2015 في قتال الغابة 82 ضد كيمويل أوتوني، وخسر النزال عن طريق الإخضاع. واصل في قتال الغابة بعد ذلك وحقق انتصارين متتاليين ضد مارسيلو كروز وماركوس فينيسيوس سيلفيرا، بالضربة القاضية والضربة الفنية القاضية على التوالي. أعلن بيريرا أنه وقع عقدًا لمواجهة دييغو هنريكي دا سيلفا في النسخة البرازيلية من سلسلة منافسات دانا وايت في 10 أغسطس 2018. ومع ذلك، لم يحصل النزال أبدًا لأن غلوري لم تسمح لبيريرا بالمنافسة.
في 22 أكتوبر 2020، ظهرت أخبار تفيد بأن بيريرا قد وقع عقدًا مع بطولة القتال التراثية ثم ظهر لأول مرة في المنظمة ضد توماس باول في 20 نوفمبر 2020. وفاز بالقتال عن طريق الضربة القاضية في الجولة الأولى.

### يو إف سي
في 3 سبتمبر 2021، وقع بيريرا مع يو إف سي. لقد ظهر لأول مرة في المنظمة ضد أندرياس ميكايليديس في 6 نوفمبر 2021، في يو إف سي 268. وفاز بالقتال عن طريق الضربة الفنية القاضية في الجولة الثانية. أكسبه هذا الفوز مكافأة أداء الليلة.
واجه بيريرا برونو سيلفا في 12 مارس 2022، في يو إف سي ليلة القتال 203. تفوق بيريرا على سيلفا في جميع الجولات الثلاث وفاز بالقتال بقرار الحكام بالإجماع.
كان من المقرر أن يواجه بيريرا شون ستريكلاند في 30 يوليو 2022، في يو إف سي 277. ومع ذلك، قررت المنظمة نقل الاقتران إلى يو إف سي 276 في 2 يوليو 2022. وفاز بيريرا بالقتال بعد أن أطاح بستريكلاند في الجولة الأولى. أكسبه هذا مكافأة أداء الليلة، وجائزة المركز الثالث لمكافأة المعجبين من كريبتو.كوم والتي دفعت بعملة البيتكوين مبلغ 10،000 دولار أمريكي.

#### بطولة يو إف سي للوزن المتوسط
واجه بيريرا إسرائيل أديسانيا على لقب بطولة يو إف سي للوزن المتوسط في 12 نوفمبر 2022، في يو إف سي 281. فاز بالنزال عن طريق الضربة الفنية القاضية في الجولة الخامسة. أكسبه هذا الفوز مكافأة أداء الليلة.
أقيم نزال العودة بين بيريرا وأديسانيا على لقب بطولة يو إف سي للوزن المتوسط في 8 أبريل 2023 في يو إف سي 287. وخسر النزال بالضربة القاضية في الدقيقة الأخيرة من الجولة الثانية.

#### الانتقال إلى وزن خفيف الثقيل
في 13 أبريل 2023، أعلن بيريرا عبر تويتر أنه سينتقل إلى وزن خفيف الثقيل.
واجه بيريرا بطل يو إف سي لوزن خفيف الثقيل السابق يان بلاهوفيتش في 29 يوليو 2023 في يو إف سي 291. فاز بالقتال من خلال قرار الحكام بالانقسام.

#### بطل يو إف سي لوزن خفيف الثقيل
واجه بيريرا بطل يو إف سي لوزن خفيف الثقيل السابق يري بروهاسكا على لقب بطولة يو إف سي لوزن خفيف الثقيل الشاغر في 11 نوفمبر 2023، في يو إف سي 295.
واجه بيريرا بطل يو إف سي لوزن خفيف الثقيل السابق يري بروهاسكا على لقب بطولة يو إف سي لوزن خفيف الثقيل الشاغر في 11 نوفمبر 2023، في حدث يو إف سي 295. فاز بالنزال عن طريق الضربة الفنية القاضية في الجولة الثانية ليفوز باللقب. أكسبه هذه القتال مكافأة أداء الليلة.

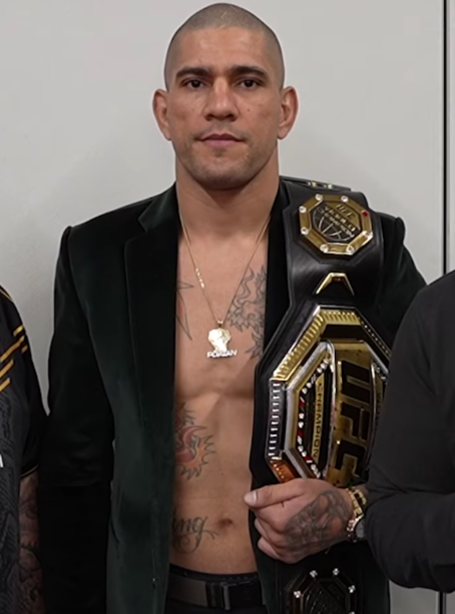
بيريرا في يو إف سي 300

قدم بيريرا دفاعه الأول عن لقبه ضد بطل يو إف سي لوزن خفيف الثقيل السابق جمال هيل، في 13 أبريل 2024، في الحدث الرئيسي لحدث يو إف سي 300. فاز بالقتال عن طريق الضربة القاضية في الجولة الأولى بعد خطافية يسارية.
واجه بيريرا يري بروهاسكا في نزال العودة في 29 يونيو 2024، في حدث يو إف سي 303. بعد أن أطاح ببروهاسكا في الثانية الأخيرة من الجولة الأولى بخطاف يساري، استطاع الفوز بالنزال عن طريق ركلة للرأس تلاها لكمات في وقت مبكر من الجولة الثانية. أكسبه هذه النزال مكافأة أداء الليلة أخرى.
خاض بيريرا دفاعه الثالث عن لقبه ضد خليل رونتري جونير في 5 أكتوبر 2024 في حدث يو إف سي 307. وفاز بالقتال عن طريق الضربة الفنية القاضية في الجولة الرابعة. وقد نال عن هذه النزال مكافأة قتال الليلة الأولى له.
واجه بيريرا المنافس السابق على اللقب ماغوميد أنكالايف في 8 مارس 2025 في حدث يو إف سي 313. وخسر اللقب بقرار القضاة بالإجماع.

## حياته الشخصية
بيريرا لديه ولدان من زوجته السابقة.
بيريرا لديها أصول أصلية من قبيلة باتاكسو. لقبه «بوتان» يعني «الأيدي الحجرية» في لغة توبي، وهي ليست اللغة العرقية لباتاكسو. أُطلق عليه اللقب من قبل مدرب الكيك بوكسينغ الأول بيلوكوا ويرا، الذي كان مسؤولاً أيضًا عن مساعدة بيريرا في اكتشاف أسلافه الأصليين.
لديه أخت أصغر منه، ألين بيريرا، التي تتنافس على لقب غلوري وظهرت لأول مرة في فنون القتال المختلطة في 18 نوفمبر 2022.

## البطولات والجوائز

### فنون القتال المختلطة
- يو إف سي
  - بطولة يو إف سي لوزن خفيف الثقيل (مرة واحدة)[57]
    - ثلاث دفاعات ناجحة عن اللقب

  - بطولة يو إف سي للوزن المتوسط (مرة واحدة)
    - أقصر وقت وأقل عدد من النزالات للفوز باللقب في فئتين في تاريخ يو إف سي (736 يومًا / 7 نزالات)[58][59]
    - المقاتل الأول والوحيد الذي فاز ببطولة يو إف سي للوزن المتوسط ووزن خفيف الثقيل[58]
    - أقل عدد من النزالات في فنون القتال المختلطة ليصبح بطل يو إف سي في فئتين (11 نزال)[60]

  - أداء الليلة (خمس مرات مرات) ضد أندرياس ميكايليديس، وشون ستريكلاند، وإسرائيل أديسانيا 1، ويري بروهاسكا مرتين[21][27][31][39][44]
  - قتال الليلة (مرة واحدة) ضد خليل رونتري جونير[47]
  - رابع أعلى نسبة ضربات مؤثرة في تاريخ يو إف سي (62.8%)[61]
  - أبعد ضربة قاضية في نزال بالوزن المتوسط في يو إف سي (2:01 الجولة الخامسة ضد إسرائيل أديسانيا 1)
  - يحمل انتصارات على خمسة أبطال سابقين في يو إف سي — إسرائيل أديسانيا، شون ستريكلاند، يان بلاهوفيتش، يري بروهاسكا وجمال هيل في أول 8 نزالات في يو إف سي.[62]

- إم إم إيه جونكي
  - أفضل ضربة قاضية لشهر يوليو 2022 ضد شون ستريكلاند[63]
  - أفضل مقاتل لعام 2022[64]
  - أفضل مقاتل سطع نجمه لعام 2022[65]
- إي إس بي إن
  - أفضل مقاتل لعام 2022[66]
- شيردوغ
  - أفضل مقاتل سطع نجمه لعام 2022[67]
  - مقاتل العام 2022[68]
- إم إم إيه فايتينغ
  - أفضل مقاتل لعام 2022[69]
- سبورتس إليسترايتد
  - أفضل مقاتل سطع نجمه لعام 2022[70]
- ياهو سبورتس
  - أفضل مقاتل لعام 2022[71]
- إم إم إيه مانيا
  - مقاتل العام 2022[72]
- كومبات بريس
  - أفضل مقاتل لعام 2022[73]

## سجل فنون القتال المختلطة
| السجل المهني |        |         |
| 15 نزال      | 12 فوز | 3 خسارة |
| ضربة قاضية   | 10     | 1       |
| إخضاع        | 0      | 1       |
| قرار القضاة  | 2      | 1       |

| النتيجة | السجل | الخصم                      | الطريقة                                    | الحدث                                    | التاريخ        | الجولة | الوقت | المكان                                   | الملاحظات                                                     |
| ------- | ----- | -------------------------- | ------------------------------------------ | ---------------------------------------- | -------------- | ------ | ----- | ---------------------------------------- | ------------------------------------------------------------- |
| خسر     | 12–3  | ماغوميد أنكالايف           | قرار القضاة (بالإجماع)                     | يو إف سي 313                             | 8 مارس 2025    | 5      | 5:00  | لاس فيغاس، نيفادا، الولايات المتحدة      | خسر لقب بطولة يو إف سي لوزن خفيف الثقيل.                      |
| فاز     | 12–2  | خليل رونتري جونير          | ضربة فنية قاضية (باللكمات)                 | يو إف سي 307                             | 5 أكتوبر 2024  | 4      | 4:32  | سولت ليك، يوتا، الولايات المتحدة         | دافع عن لقب بطولة يو إف سي لوزن خفيف الثقيل. قتال الليلة      |
| فاز     | 11–2  | يري بروهاسكا               | ضربة فنية قاضية (ركلة للرأس واللكمات)      | يو إف سي 303                             | 29 يونيو 2024  | 2      | 0:13  | لاس فيغاس، نيفادا، الولايات المتحدة      | دافع عن لقب بطولة يو إف سي لوزن خفيف الثقيل. أداء الليلة      |
| فاز     | 10–2  | جمال هيل                   | ضربة قاضية (باللكمات)                      | يو إف سي 300                             | 13 أبريل 2024  | 1      | 3:14  | لاس فيغاس، نيفادا، الولايات المتحدة      | دافع عن لقب بطولة يو إف سي لوزن خفيف الثقيل.                  |
| فاز     | 9–2   | يري بروهاسكا               | ضربة فنية قاضية (بالمرفقين)                | يو إف سي 295                             | 1 نوفمبر 2023  | 2      | 4:08  | مدينة نيويورك، نيويورك، الولايات المتحدة | فاز بلقب بطولة يو إف سي لوزن خفيف الثقيل الشاغر. أداء الليلة. |
| فاز     | 8–2   | يان بلاهوفيتش              | قرار الحكام (بالانقسام)                    | يو إف سي 291                             | 29 يوليو 2023  | 3      | 5:00  | سولت ليك، يوتا، الولايات المتحدة         | الظهور الأول في وزن خفيف الثقيل.                              |
| خسر     | 7–2   | إسرائيل أديسانيا           | ضربة قاضية (باللكمات)                      | يو إف سي 287                             | 8 أبريل 2023   | 2      | 4:21  | ميامي، الولايات المتحدة                  | خسر لقب بطولة يو إف سي للوزن المتوسط.                         |
| فاز     | 7–1   | إسرائيل أديسانيا           | ضربة فنية قاضية (باللكمات)                 | يو إف سي 281                             | 12 نوفمبر 2022 | 5      | 2:01  | مدينة نيويورك، نيويورك، الولايات المتحدة | فاز بلقب بطولة يو إف سي للوزن المتوسط. أداء الليلة.           |
| فاز     | 6–1   | شون ستريكلاند              | ضربة قاضية (باللكمات)                      | يو إف سي 276                             | 2 يوليو 2022   | 1      | 2:36  | لاس فيغاس، نيفادا                        | أداء الليلة.                                                  |
| فاز     | 5–1   | برونو سيلفا                | قرار الحكام (بالإجماع)                     | يو إف سي ليلة القتال: سانتوس ضد أنكالايف | 12 مارس 2022   | 3      | 5:00  | لاس فيغاس، نيفادا، الولايات المتحدة      |                                                               |
| فاز     | 4–1   | أندرياس ميكايليديس         | ضربة فنية قاضية (بالركبة الطائرة واللكمات) | يو إف سي 268                             | 6 نوفمبر 2021  | 2      | 0:18  | مدينة نيويورك، نيويورك، الولايات المتحدة | أداء الليلة.                                                  |
| فاز     | 3–1   | توماس باول                 | ضربة قاضية (لكمة)                          | إل إف إيه 95                             | 20 نوفمبر 2020 | 1      | 4:04  | بارك سيتي، كانساس، الولايات المتحدة      |                                                               |
| فاز     | 2–1   | ماركوس فينيسيوس دا سيلفيرا | ضربة فنية قاضية (باللكمات)                 | قتال الغابة 87                           | 21 مايو 2016   | 2      | 4:55  | ساو باولو، البرازيل                      |                                                               |
| فاز     | 1–1   | مارسيلو كروز               | ضربة قاضية (باللكمات)                      | قتال الغابة 85                           | 23 يناير 2016  | 1      | 4:07  | ساو باولو، البرازيل                      |                                                               |
| خسر     | 0–1   | كيمويل أوتوني              | إخضاع (خنق خلفي عاري)                      | قتال الغابة 82                           | 24 أكتوبر 2015 | 3      | 2:52  | ساو باولو، البرازيل                      | الظهور الأول في الوزن المتوسط.                                |

## نزالات الدفع مقابل المشاهدة
| #  | الحدث        | القتال               | التاريخ        | المكان              | المدينة                                  | المبلغ      |
| -- | ------------ | -------------------- | -------------- | ------------------- | ---------------------------------------- | ----------- |
| 1. | يو إف سي 281 | أديسانيا ضد بيريرا   | 12 نوفمبر 2022 | ماديسون سكوير جاردن | مدينة نيويورك، نيويورك، الولايات المتحدة | لم يُكشف عنه |
| 2. | يو إف سي 287 | بيريرا ضد أديسانيا 2 | 8 أبريل 2023   | كاسية سنتر          | ميامي، فلوريدا، الولايات المتحدة         | لم يُكشف عنه |
| 3. | يو إف سي 295 | بروهاسكا ضد بيريرا   | 11 نوفمبر 2023 | ماديسون سكوير جاردن | مدينة نيويورك، نيويورك، الولايات المتحدة | لم يُكشف عنه |
| 4. | يو إف سي 300 | بيريرا ضد هيل        | 13 أبريل 2024  | تي موبايل أرينا     | لاس فيغاس، نيفادا، الولايات المتحدة      | لم يُكشف عنه |
| 5. | يو إف سي 303 | بيريرا ضد بروهاسكا 2 | 29 يونيو 2024  | تي موبايل أرينا     | لاس فيغاس، نيفادا، الولايات المتحدة      | لم يُكشف عنه |
| 6. | يو إف سي 307 | بيريرا ضد رونتري     | 5 أكتوبر 2024  | دلتا سنتر           | سولت ليك، يوتا، الولايات المتحدة         | لم يُكشف عنه |
| 7. | يو إف سي 313 | بيريرا ضد أنكالايف   | 8 مارس 2025    | تي موبايل أرينا     | لاس فيغاس، نيفادا، الولايات المتحدة      | لم يُكشف عنه |

## سجل الملاكمة
| 1 نزال       | 1 فوز | 0 خسارة |
| ------------ | ----- | ------- |
| ضربة القاضية | 1     | 0       |

| # | النتيجة | السجل | الخصم                | الطريقة         | الجولة، الوقت | التاريخ       | الموقع                                         | الملاحظات |
| - | ------- | ----- | -------------------- | --------------- | ------------- | ------------- | ---------------------------------------------- | --------- |
| 1 | فاز     | 1–0   | مارسيلو دي سوزا كروز | ضربة فنية قاضية | 3 (4)         | 17 يونيو 2017 | فندق جولدن بارك، سوروكابا، ساو باولو، البرازيل |           |

## وصلات خارجية
- أليكس بيريرا على موقع بوكس ريك (الإنجليزية) (registration required)
- أليكس بيريرا على موقع يو إف سي (الإنجليزية)
- أليكس بيريرا على موقع شيردوغ (الإنجليزية)
- أليكس بيريرا على موقع Tapology.com (الإنجليزية)
- أليكس بيريرا على موقع فايت ماتريكس (الإنجليزية)
- أليكس بيريرا على موقع إي إس بي إن (الإنجليزية)
- أليكس بيريرا على موقع IMDb (الإنجليزية)